# Світ Софії
«Світ Софії» (норв. Sofies verden) — дитячий роман 1991 року про історію філософії норвезького філософа та письменника Юстейна Ґордера. Переклад українською Наталі Іваничук виданий видавництвом «Літопис» у 2007 році.
Також за романом був знятий однойменний фільм, який, щоправда, не набув широкого поширення за межами Норвегії.

## Сюжет
Чотирнадцятирічна дівчинка Софія знаходить у своїй поштовій скриньці листа від незнайомого філософа Альберто Кнокса. Він містить запитання, які змушують її задуматись. І так для неї розпочинається захопливий курс філософії… Окрім цього, Софія повинна буде розгадати цілу детективну історію, яка буде обвиватися навколо таємничого майора та його дочки Гільди. І треба пам'ятати, що 15-річчя вже незабаром!

## Екранізації
- Фільм «Світ Софі» (норв. Sofies verden) (Норвегія, реж. Ерік Густафсон[en], 1999).